# Pachypeza teres
Pachypeza teres är en skalbaggsart som beskrevs av Francis Polkinghorne Pascoe 1888. Pachypeza teres ingår i släktet Pachypeza och familjen långhorningar.
Artens utbredningsområde är Paraguay. Inga underarter finns listade i Catalogue of Life.